# نورتیندرین انانتات
نورتیندرین انانتات (به انگلیسی: Norethindrone enanthate) یک ترکیب شیمیایی با شناسه پاب‌کم [(9S,10R,13S,14S,17R)-17-ethynyl-13-methyl-3-oxo-1,2،6,7،8,9،10,11,12,14,15,16-dodecahydrocyclopenta[a]phenanthren-17-yl] heptanoate است.